# Gran Derbi de Cigüeñas

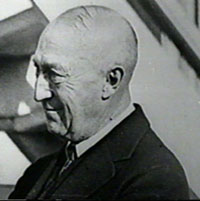
Charles Vance Millar, cuyo testamento provocó el Gran Derbi de Cigüeñas

El Gran Derbi de Cigueñas (En inglés, Great Stork Derby) fue una competición que se celebró entre 1926 y 1936. Algunas mujeres de Toronto (Ontario, Canadá) compitieron con el objetivo de tener la mayor cantidad de hijos.

## Contexto
Charles Vance Millar (1853-1926) fue un abogado y financiero de Toronto, amante de las bromas, que, en su testamento, otorgó una cuantiosa suma de dinero a la mujer de Toronto que, durante la década posterior al fallecimiento de Millar, diera a luz a más hijos.
No fue el único deseo inusual de su testamento. También entregó una casa de vacaciones en Jamaica a tres abogados que se odiaban entre sí, con la condición de que vivieran allí juntos indefinidamente. Dio acciones de una cervecería a varios ministros metodistas abstemios, siendo la condición participar en las operaciones y cobrar dividendos de la empresa, con el objetivo de comprobar si sus actos eran fieles a sus principios. Otorgó acciones de un club de hockey a un grupo de ministros que se oponían a las carreras de caballos. Durante la escritura del testamento, un ayudante preguntó a Millar acerca de estas extrañas cláusulas. La respuesta de Millar era que no quería que quienes le conocieron estuvieran felices con su muerte.
Se intentó dar sentido al concurso más allá de una simple broma. Millar sostenía que cada persona tenía un precio, por lo que el Gran Derbi de Cigueñas habría servido para demostrarlo. John Bruce, amigo cercano de Millar, creía que el objetivo era burlarse de las personas que presumían de santidad. También podía haber servido para mostrar los peligros de tener hijos con una mala planificación familiar, defendiendo los anticonceptivos.
La cláusula del testamento relativa al concurso fue llevada a juicio. La Corte Suprema de Canadá confirmó su validez. Sosteniendo, además, que no se tendrían en cuenta a los niños nacidos fuera del matrimonio o sin vida.

## La competición
Los periódicos se hicieron eco de la competición que Millar había establecido en su testamento. Once familias compitieron, si bien otras muchas tuvieron más hijos de lo habitual durante la misma década. Siete familias fueron descalificadas, pero finalmente el juez William Edward Middleton falló a favor de cuatro madres   (Annie Katherine Smith, Kathleen Ellen Nagle, Lucy Alice Timleck  e Isabel Mary Maclean) quienes recibieron 110 000 dólares cada una por sus nueve hijos (equivalente a 2,24 millones de dólares en 2023) . Tres de los cuatro tuvieron que devolver el dinero de ayuda que les había dado el gobierno de la ciudad de Toronto. Dos de las candidatas descalificadas, Lillian Kenny y Pauline Mae Clarke, recibieron 12.500 dólares cada una fuera de la corte a cambio de abandonar las apelaciones pendientes.La Gran Depresión, lejos de frenar la natalidad en las familias competidoras, impulsó el deseo de estas por ganar dinero con la competición. Además del premio final, la prensa fue una fuente económica para las familias participantes, pues se mostraba el transcurso de la competición.

## En la cultura popular
La película canadiense de 2002 The Stork Derby, mostraba las historias de Lillian Kenny, Pauline Mae Clarke y Grace Bagnato. La pellícula se basa en el libro de Elizabeth Wilton Bearing The Burden: The Great Toronto Stork Derby 1926–1938.
En febrero de 2019, el programa de radio This American Life cubrió la historia.
En 2016, la Muddy York Brewing Company de Toronto produjo una Stork Derby Stout como un guiño al inusual evento.
La novela Prize Women de 2023 de Caroline Lea es un relato ficticio del Stork Derby e incluye varias figuras de la vida real como personajes.